# Les Deux Magots
Les Deux Magots est un café littéraire et un restaurant situés au 6, place Saint-Germain-des-Prés, dans le quartier Saint-Germain-des-Prés du 6e arrondissement de Paris (France).

## Historique

### Origine du nom

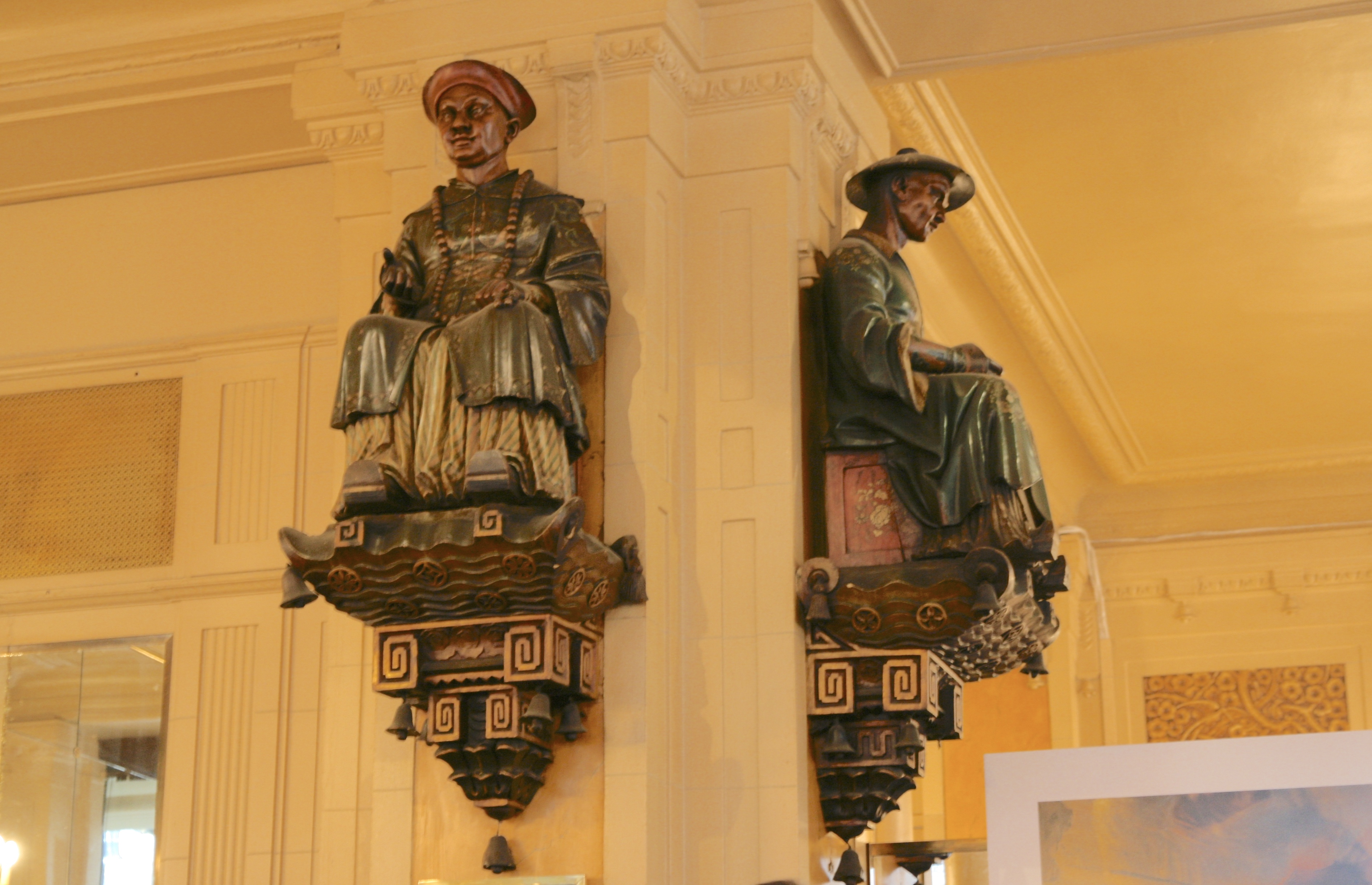
Les deux figurines chinoises appelées « magots », à l'intérieur du café, qui lui donnent son nom.

Deux magots — c'est-à-dire deux figurines chinoises, — ornaient autrefois l'enseigne d'un magasin de nouveautés qui, de 1873 à 1884, vendit de la lingerie en soie à l'emplacement du café actuel.
Ce commerce de soieries, auparavant situé 23 rue de Buci, avait pris ce nom en référence à une pièce de théâtre à succès de Charles-Augustin Bassompierre dit Sewrin, créée en 1813 et intitulée Les Deux Magots de la Chine, les magots évoquant le pays d'origine des articles vendus.
Ces deux figurines chinoises ont été conservées et ornent encore aujourd'hui les murs du café des Deux Magots dans la salle intérieure. Du haut du pilier central, elles veillent toujours sur la clientèle.

### Naissance du café et de la légende littéraire

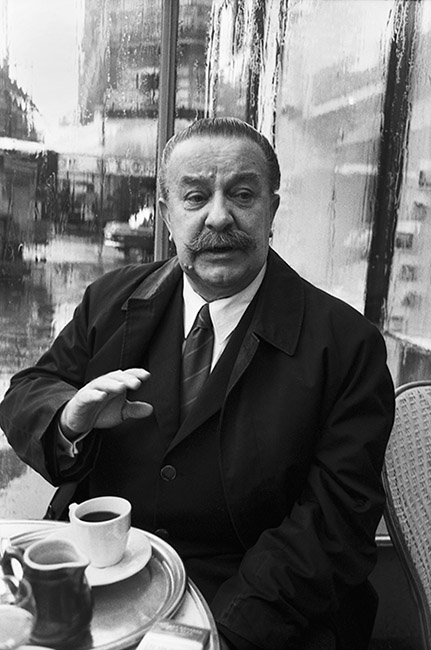
Adolf Hoffmeister à la terrasse des Deux Magots en 1969.

En 1884, le magasin laisse la place à un café liquoriste, qui conserve la même enseigne. De nombreux écrivains tels que Paul Verlaine, Arthur Rimbaud ou Stéphane Mallarmé prennent alors l'habitude de s’y rencontrer. Le café commence ainsi à jouer un rôle important dans la vie culturelle parisienne.
En 1914, Auguste Boulay rachète l'établissement, au bord de la faillite, pour quatre cent mille francs. De 1919 à 1993, Les Deux Magots sont dirigés par la famille Mathivat, d’origine auvergnate.
Dans les années 1920, le café accueille les surréalistes sous l'égide d'André Breton, bien avant les existentialistes qui firent les belles nuits des caves du quartier.
En 1933, un petit groupe d'amis surréalistes assis à la terrasse du café apprend que le prix Goncourt est décerné à André Malraux pour son livre La Condition humaine. Jugeant ce prix trop académique, ils décident de fonder leur propre prix littéraire, qu'ils nomment le prix des Deux Magots. Cet évènement marque la naissance de la légende littéraire du café.
Le café des Deux Magots est par la suite fréquenté par de nombreux artistes, parmi lesquels Elsa Triolet, André Gide, Jean Giraudoux, Pablo Picasso et Dora Maar (qui s'y rencontrent en 1935), Fernand Léger, Jacques Prévert, Ernest Hemingway, Raymond Queneau (premier lauréat du prix des Deux Magots pour son roman Le Chiendent en 1933) et le couple Sartre-Beauvoir. Depuis 2000, la place située devant ce café dont ils étaient des clients quotidiens, porte d'ailleurs le nom de place Sartre-Beauvoir.

### Évolutions au tournant duXXIesiècle
Depuis 1993, Catherine Mathivat, arrière-arrière-petite-fille d'Auguste Boulay qui racheta l'établissement en 1914, est directrice du lieu.
En 1989, un café-restaurant portant l'enseigne Les Deux Magots a ouvert à Tokyo au Japon, à l'intérieur du Bunkamura, un centre culturel animé de Shibuya et un prix Bunkamura des Deux Magots récompensant des auteurs japonais y est décerné depuis 1990. En 2023, des antennes se sont également ouvertes à Riyad en Arabie saoudite et à São Paulo au Brésil,.
Aujourd'hui, le monde des arts et de la littérature y côtoie aussi celui de la mode et de la politique. Outre le prix des Deux Magots, deux autres prix sont également décernés chaque année dans le célèbre café : le prix Pelléas, créé dans le cadre du Festival de Nohant et qui récompense « l'ouvrage sur la musique aux plus belles qualités littéraires », ainsi que le prix Apollinaire, qui est décerné chaque année au mois de novembre, et ce depuis 2016. Il est considéré comme le Goncourt de la poésie,.
Un prix Saint-Germain — prix multiculturel créé conjointement en 1993 par Sonia Rykiel, la brasserie Lipp, le café Les Deux Magots, le Café de Flore et le Comité Saint-Germain-des-Prés — a également existé. Décerné à une personnalité marquante du quartier de Saint-Germain-des-Prés, il récompensait à chaque fois un artiste d'une discipline différente (théâtre, architecture, cinéma, mode, dessin…),. Néanmoins, il n'est actuellement plus décerné.[réf. nécessaire]
Certains lundis, des auteurs tels que Franck Thilliez ou Amélie Nothomb prennent place dans le café pour échanger en petit comité avec leurs lecteurs et tous les jeudis, le jazz est mis à l'honneur.
En 2024, à 500 m de là, s'est également ouvert au 2 rue de Buci, là où fut fondé ce qui n'était alors qu'un magasin de nouveautés et qui s'appelait déjà Les Deux Magots, un espace de vente à emporter ayant « vocation de partir aussi à l'étranger ». Cette nouvelle boutique, baptisée Comptoirs Les Deux Magots, propose également de consommer sur place,.

Vues du café au XXIe siècle
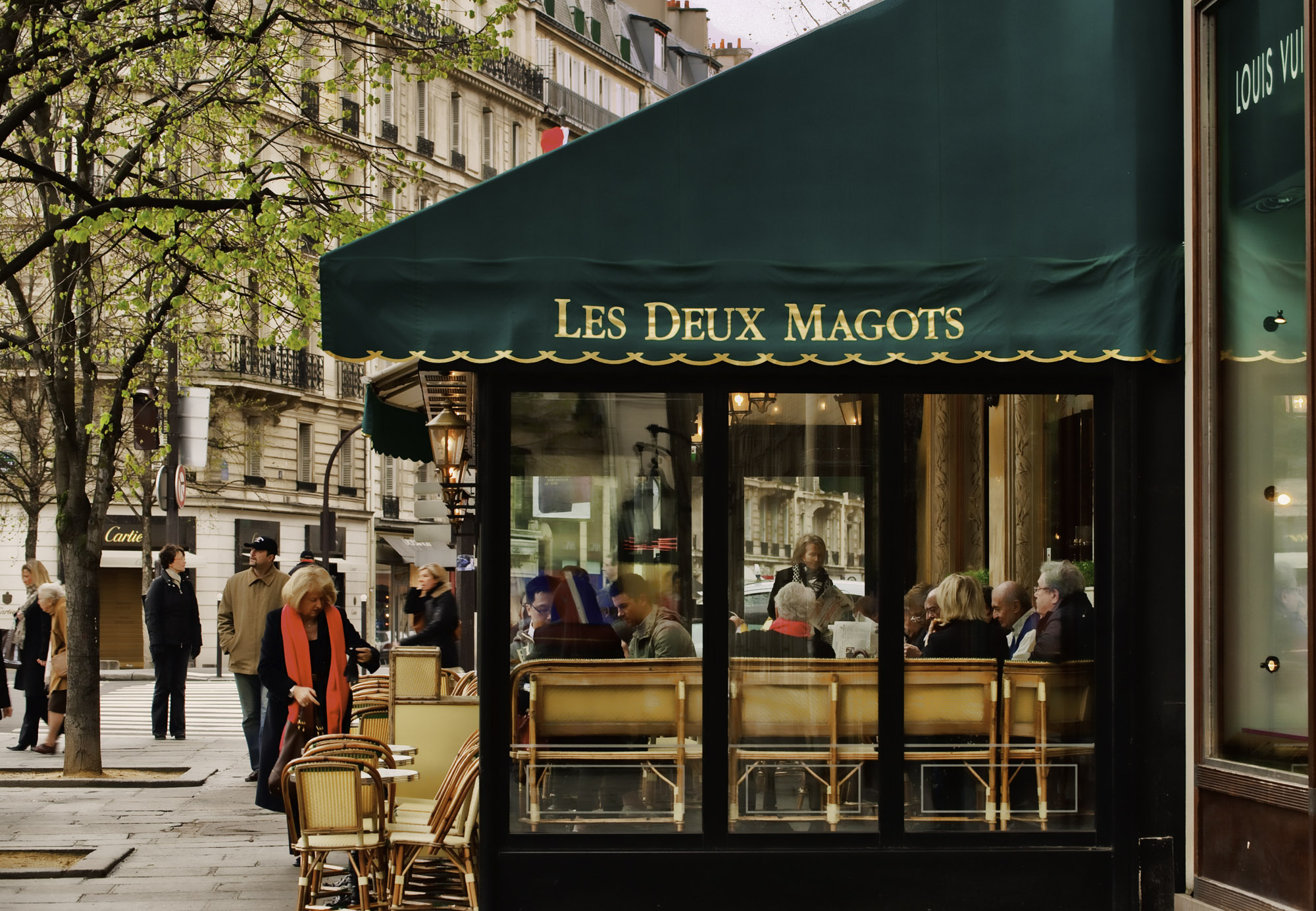
Terrasse, en avril 2010.
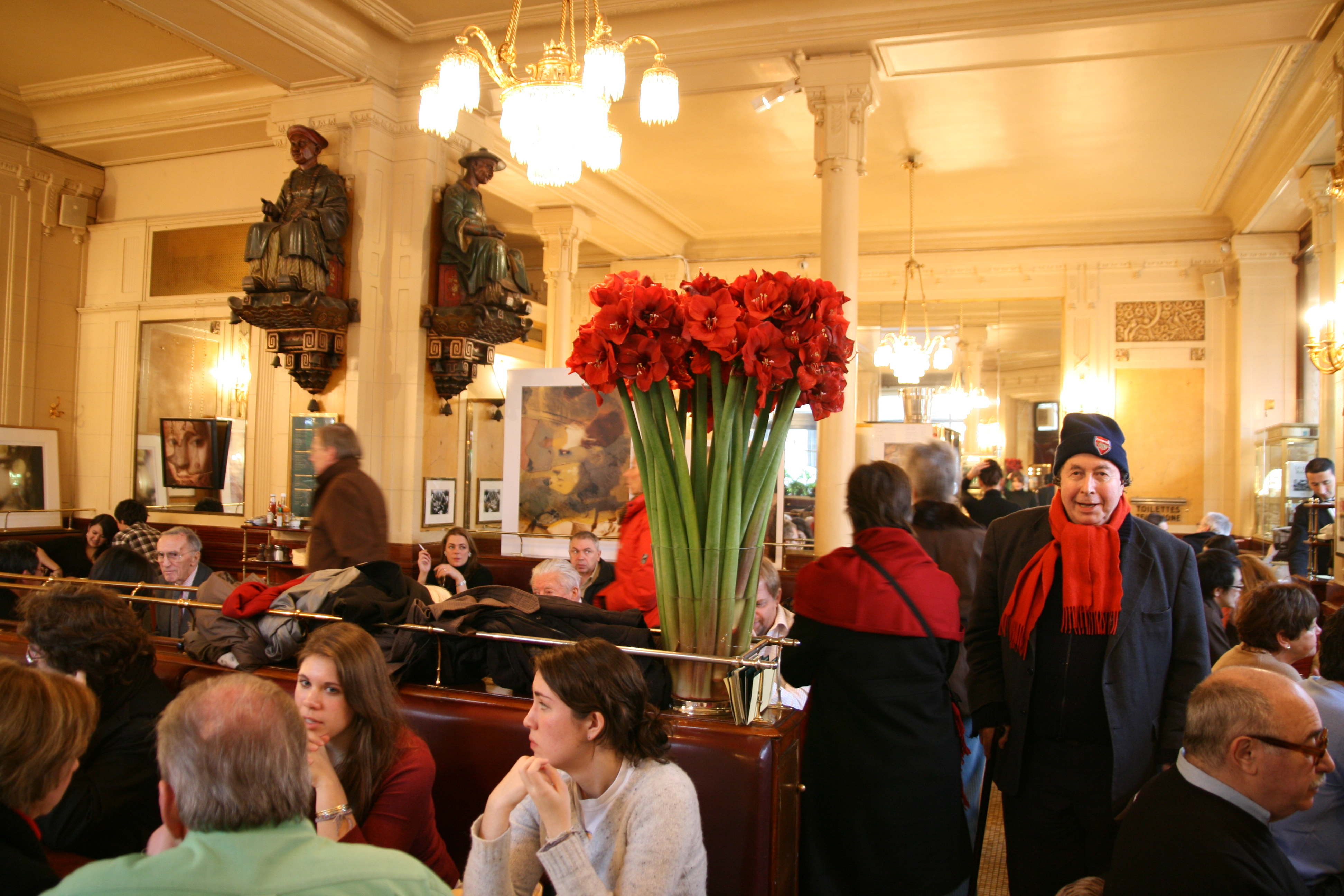
Intérieur, en décembre 2006.
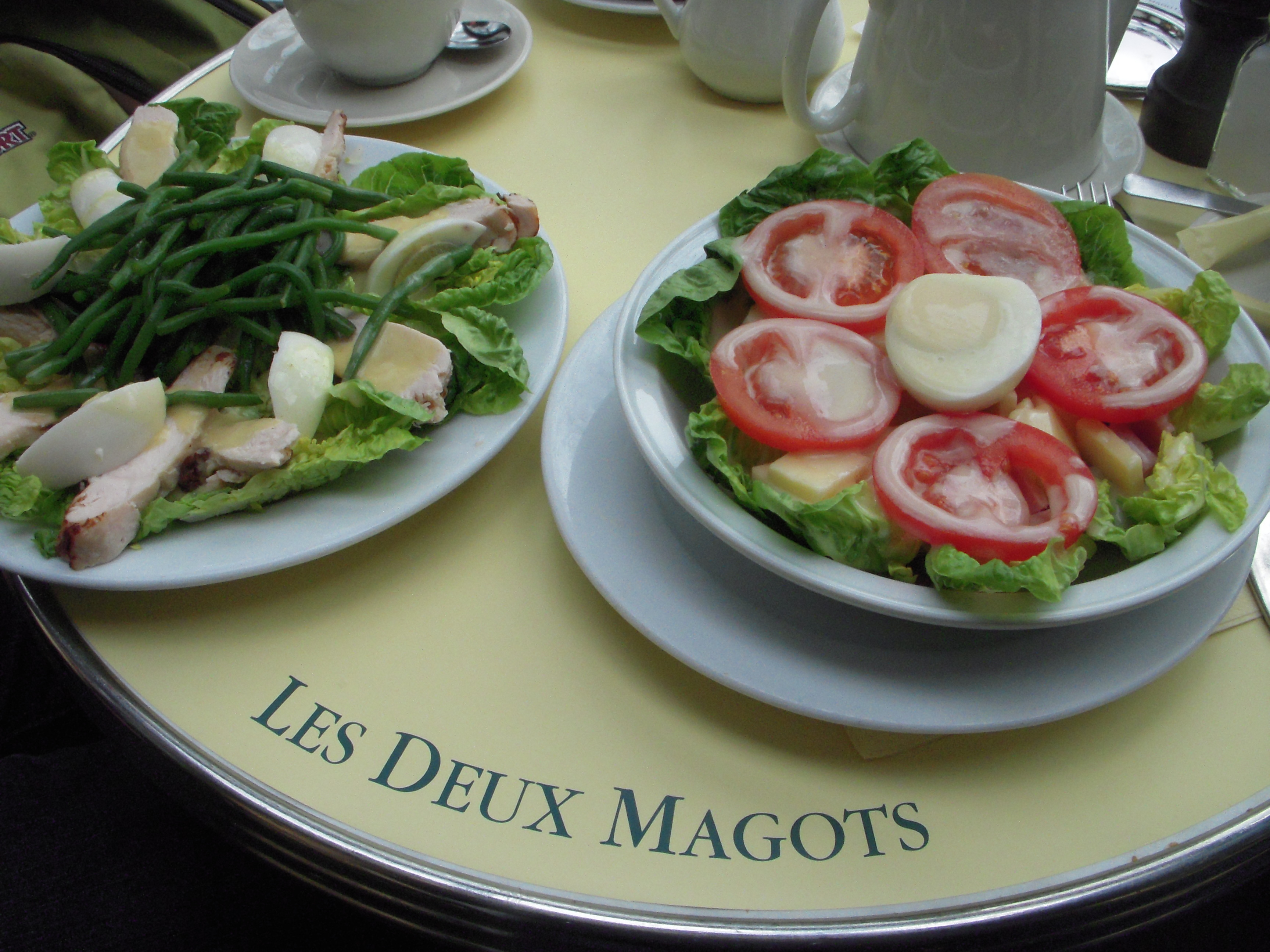
Exemple de plat pour le déjeuner, en avril 2010.

## Pratiques traditionnelles
Ayant à cœur de perpétuer les anciennes traditions, les garçons de café sont habillés d'un rondin noir et d'un tablier blanc, et le service est fait sur un plateau. La tradition est également préservée dans les produits proposés : le tartare et le croque-monsieur y sont toujours emblématiques et le chocolat chaud est toujours fait « à l'ancienne », à partir de tablettes de chocolat.

## Représentations culturelles

### Cinéma
- En 1949, la terrasse et l'intérieur de l'établissement, où ont été tournées plusieurs scènes, apparaissent dans le film L'Homme de la tour Eiffel.
- En 1963, la terrasse de l'établissement sert de décor au film Méfiez-vous, mesdames, avec Paul Meurisse et Gaby Sylvia.
- En 1973, dans le film Les Aventures de Rabbi Jacob, c'est à l'arrière du café des Deux Magots que le personnage de Slimane se fait enlever par la police secrète de son pays[18],[19], rappelant l'enlèvement quelques années plus tôt, en 1965, de Mehdi Ben Barka devant la brasserie Lipp, elle-même située presque en face des Deux Magots. Dans le long métrage, on aperçoit la terrasse ainsi que l'escalier qui descend aux anciennes cabines téléphoniques.
- En 1973 également, dans le film La Maman et la Putain, c'est à la terrasse des Deux Magots que le personnage d'Alexandre (Jean-Pierre Léaud), qui y a ses habitudes, rencontre celui de Veronika (Françoise Lebrun)[20],[21],[22].
- En 2009, dans le film Le Séminaire, les personnages Jean-Claude (Yvan Le Bolloc'h) et Véro (Nathalie Levy-Lang) y prennent un verre.
- En 2011, dans le film Intouchables d'Olivier Nakache et Éric Toledano, les deux personnages principaux Philippe (François Cluzet) et Driss (Omar Sy) dînent au restaurant Les Deux Magots.
- En 2014, dans le film Pas son genre de Lucas Belvaux.
- En 2019, dans la série télévisée The Good Place (saison 4, épisode 13), Eléanor emmène Chidi dans ses lieux préférés dont Athènes et le café des Deux Magots.

### Musique
- Le café des Deux Magots est mentionné dans les paroles de la chanson Le Temps des étudiants (1966), interprétée par Les Compagnons de la chanson : « Gréco, ses longs cheveux dans le dos / Faisait les beaux jours des Deux Magots / Et au Flore, quand elle était là / On retenait son fauteuil tout comme à l'Olympia […]. »
- Les Rues de Saint-Germain (1994), du chanteur Carlos, évoque également le café des Deux Magots : « Les rues de Saint-Germain sont remplies de copains, / Qui sont là comme au temps des jours heureux. / Du Flore aux Deux Magots, du drugstore au métro, / Ils regardent passer les amoureux. »
- La chanson L'Entarté (2002), écrite et interprétée par Renaud sur une musique de Jean-Pierre Bucolo, fait référence au café des Deux Magots. Elle tourne en ridicule Bernard-Henri Lévy : « Au Flore, aux Deux Magots, planté devant une coupe millésimée, il refait le monde, persuadé, d'avoir un rôle à y jouer, l'entarté. »
- Les Deux Magots (2022) est le titre d'une chanson de l'artiste coréen J'Kyun (en), en collaboration avec Ji Su Min.

### Peinture
- 1967 : Les Deux Magots, peinture de Jean-François Debord.

## Accès
Le lieu est situé non loin de la station de métro Saint-Germain-des-Prés de la ligne 4, accessible de part et d'autre du boulevard Saint-Germain.